# Actus
Een actus is een tegenwoordig in onbruik geraakt ritueel ter inwijding, onderdeel van de traditionele corporele ontgroeningen te Groningen en vanaf 1919 te Delft.
De actus vond plaats aan het einde van de ontgroening en hierbij waren alleen de patroon, de eerstejaars en de Heilige Curie aanwezig. De eerstejaars (groen) moest aan het eind van zijn groentijd rekening en verantwoording afleggen, waarna de Heilige Curie besliste over de toelating als lid. De actus was geheim en er mocht achteraf buiten de kring dergenen die haar meegemaakt hadden, niet meer over worden gesproken. De ceremonie werd door de groenen de hele groentijd tot aan het einde toe zeer gevreesd. De actus is afkomstig uit de tijd van de groensenaten en is langzaam verdwenen aan het einde van de jaren zestig van de twintigste eeuw, met de opkomst van de introductietijd op voet van gelijkheid. Bovendien waren de verenigingen veel te groot aan het worden om ieder kandidaat-lid individueel aan de tand te voelen. Heden ten dage worden de eerstejaars collectief ingewijd door middel van een plechtigheid die centraal staat in een feestelijke dag of weekend.